# Александровка (село, Бековский район)
Алекса́ндровка — село Яковлевского сельсовета Бековского района Пензенской области.

## География
Село расположено на северо-западе Бековского района, на правом берегу речки Мача, в 12 км к юго-западу от административного центра сельсовета с. Яковлевка. Расстояние до районного центра пгт Беково — 49 км, до железнодорожной станции Тамала — 30 км, до Пензы — 120 км.

## История
Село основано в конце XVIII века. В 1790 году на плане Генерального межевания обозначена как деревня Александрина. В 1859 году — владельческая деревня Александровский Хутор Сердобского уезда Саратовской губернии, при речке Маче, 31 двор, число жителей мужского пола 97, женского пола — 96. В 1911 году показано как деревня Александровка Голяевской волости Сердобского уезда Саратовской губернии, имеются церковь, церковно-приходская школа, 62 двора, 375 приписных душ, 13 посторонних душ; 357 десятин крестьянских посевов, из них на надельной земле — 244 десятины, на арендованной — 113 десятин; 14 железных плугов, 1 сеялка, 3 молотилки, 3 веялки. В 1928 году — деревня Александровка Александровского сельсовета Бековского района Балашовского округа Нижне-Волжского края (с 30 июля 1930 года Балашовский округ упразднён, район вошёл в Нижне-Волжский край). В 1939 году вошла во вновь образованную Пензенскую область. C 1955 года — деревня Александровка Мача-Родниковского сельсовета Бековского района Пензенской области. 23 ноября 2010 года Александровке присвоен статус села. До 22 декабря 2010 года село входило в состав Мача-Родниковского сельсовета, затем упразднённого и территориально вошедшего в Яковлевский сельсовет.
В Александровке в 1969 году родился кандидат исторических наук, вице-президент Фонда содействия развитию русской культуры (г. Москва) Нефёдов Вячеслав Викторович.

## Население
| 1859 | 1911 | 1939 | 1959 | 1979 | 1989 | 1996 |
| ---- | ---- | ---- | ---- | ---- | ---- | ---- |
| 189  | ↗388 | ↘312 | ↗380 | ↘262 | ↘156 | ↗220 |
| 2002 | 2010 | 2011 |      |      |      |      |
| ↘151 | ↘121 | ↘120 |      |      |      |      |

На 1 января 2004 года — 68 хозяйств, 152 жителя. В 2007 году — 127 жителей. На 1 января 2011 года население села составило 120 человек.

Александровка Сердобского уезда на карте Стрельбицкого. 1865—1871 гг.

| Численность населения, чел. | Численность населения, чел. | Численность населения, чел. | Численность населения, чел. | Численность населения, чел. | Численность населения, чел. | Численность населения, чел. | Численность населения, чел. | Численность населения, чел. | Численность населения, чел. | Численность населения, чел. |
| 1859                        | 1911                        | 1926                        | 1939                        | 1959                        | 1979                        | 1989                        | 1996                        | 2004                        | 2007                        | 2010                        |
| --------------------------- | --------------------------- | --------------------------- | --------------------------- | --------------------------- | --------------------------- | --------------------------- | --------------------------- | --------------------------- | --------------------------- | --------------------------- |
| 193                         | ↗388                        | ↗450                        | ↘312                        | ↗380                        | ↘262                        | ↘156                        | ↗220                        | ↘152                        | ↘127                        | ↘120                        |

## Инфраструктура
В селе имеется фельдшерско-акушерский пункт. Село электрифицировано, газифицировано, имеет централизованное водоснабжение.
Через село проходит автодорога областного значения «Тамала — Пенза», с асфальтовым покрытием, по которой два раза в неделю следует рейсовый автобус Тамала — Пенза.

## Улицы
- Молодёжная;
- Хуторовка;
- Центральная.